# Trio (Fernsehserie)
Trio ist eine norwegische Jugendserie um drei Freunde, die gemeinsam Kriminalfälle lösen. Die erste Staffel hieß Odins Gold (Odinsgull) und erschien 2014, die zweite Staffel Cyber-Gold (Cybergull) erschien 2015 sowie 2016 die dritte Staffel Die Kepler Diamanten (Keplerdiamantene). Am 17. Februar 2017 kam in Norwegen als Fortsetzung der Film TRIO – Jagd nach dem heiligen Schrein (Jakten på Olavsskrinet) ins Kino.

## Hintergrund
Trio ist eine Produktion des norwegischen Senders NRK Super. Die erste Staffel lief dort ab dem 4. Januar 2014, die zweite Staffel ab dem 10. Januar 2015. Eine deutsche Synchronfassung wurde ab dem 26. Dezember 2014 auf dem deutschen Fernsehsender KiKA ausgestrahlt. Die zweite Staffel lief ab dem 22. Dezember 2015. Zudem wurden beide Staffeln auf DVD und Blu-Ray veröffentlicht.
Der Erfinder heißt Morten Hovland.
Die Serie spielt im norwegischen Skjåk.

## Handlung

### Erste Staffel
Lars, der nach einem Unfall im Rollstuhl sitzt, ist ein Computerexperte und ist zusammen mit seinem besten Freund Simon hinter dem sagenumwobenen Schatz Odins Gold her, der irgendwo in der Nähe von ihrem Heimatort, dem Bergdorf Skjåk, versteckt sein soll. Als Nora, die Enkeltochter des Dorfpolizisten, neu an ihre Schule kommt, wird sie sogleich in die Gruppe aufgenommen. Während ihrer Recherchen lösen sie weitere Fälle, so angebliche Überfälle von Migranten, Cybermobbing oder Betrug bei Kinderboxturnieren. Bei ihrer Suche geraten sie an den zwielichtigen Sascha sowie seinen beiden Handlanger Tom und Julia, die den Dreien den Schatz abluchsen wollen. Trotz aller Widrigkeiten können die drei Kinder den Schatz schließlich bergen und die drei Verbrecher der Polizei übergeben.

### Zweite Staffel
In der zweiten Staffel bedroht die Hackerin Ramrun die norwegische Regierung. Tatsächlich versucht sie an die digitalen Daten der Regierung, das sogenannte „Cybergold“, zu gelangen. In die ganze Geschichte ist auch Lars’ Vater verwickelt, der Sicherheitschef der Regierung ist und das „Gold“ verwaltet. Die drei Freunde stellen sich der Hackerin entgegen, lösen derweil aber auch weitere Fälle. Schließlich können sie in einem Showdown um die Daten die Hackerin besiegen.

### Dritte Staffel
In der dritten Staffel versucht man, Nora zu entführen, um von ihrem leiblichen Vater, der noch am Leben ist, an die Kepler-Diamanten zu kommen. Dazu benötigen sie das Bergmannsbuch und die Bergmannsmünze. Lars und seinen Freunden gelingt es, durch das Mitarbeiten von Emma, die in Hamburg lebt, die Bergmannsmünze vor Schwartz zu finden und die Diamanten zu bergen. Doch Schwartz will sie gegen Noras Vater eintauschen. Es gelingt Nora durch eine List, Schwartz auszutricksen und die Diamanten zu behalten. Doch Schwartz lässt nicht locker. Durch Lars und Simon kann sie dennoch Schwartz ins Gefängnis bringen. Am Ende gesteht Simon Nora, dass er sie liebt und sie bleibt deshalb in Skjåk und geht nicht mit ihrem Vater mit.

### TRIO – Jagd nach dem heiligen Schrein (auchTrio – The Hunt for the Holy Shrine)
Seit Jahrhunderten suchen Menschen ohne Erfolg nach dem legendären St.-Olav-Schrein. Nun macht sich das jugendliche Dreiergespann Trio auf die Suche nach dem sagenumwobenen Ort. Ihnen auf den Fersen sind rücksichtslose Schatzjäger, die ihnen zuvorkommen wollen. Ihre Freundschaft wird auf der abenteuerlichen Reise auf eine harte Probe gestellt.
Der Film spielt vor dem Hintergrund der Legenden um den einstigen norwegischen König Olav II. Haraldsson, der nach seinem Tod heiliggesprochen und daraufhin auch als Olav der Heilige bekannt wurde. Kurz nach seinem Tod wurde er als Märtyrer stilisiert, wobei die genauen Umstände seiner Heiligsprechung unklar sind. Als Drehort des Films fungiert unter anderem der Nidarosdom, der als möglicher Bestattungsort Olavs gesehen wird.

## Figuren
Hauptfiguren
Lars (gespielt von Bjørnar Lysfoss Hagesveen) sitzt seit einem Unfall in einem elektrischen Rollstuhl. In einem Lagerhaus in Skjåk hat er sich eine operative Basis mit allerlei technischem Gerät eingerichtet. Er ist der Kopf des Trios und verfolgt alle Einsätze der beiden über seine Computerbildschirme.
Nora (gespielt von Naomi Hasselberg Thorsrud) ist die Enkeltochter des Dorfpolizisten. Nach dem Tod ihres Vaters kehrte sie zusammen mit ihrer Mutter zurück nach Skjåk und ist nun neu an der Schule dort. Sie gilt als Troublemakerin, hat aber in Wirklichkeit einen starken Gerechtigkeitssinn. Im örtlichen Boxverein ist sie sehr erfolgreich. Zwischen ihr und Simon kommt es immer wieder zu romantischen Verwicklungen.
Simon (gespielt von Oskar Lindquist / Henrik Hines Grape) ist der beste Freund von Lars und übernimmt alle Außeneinsätze. Er ist nicht unbedingt der Schlauste, hat aber die richtigen Einfälle und ist mit viel Herzblut bei der Sache.
Emma (gespielt von Franziska Tornquist) wohnt in Hamburg und kennt Lars und die Anderen durch das Internet, weil sie anfangs mit Lars als Mitnick in Kontakt war und mitgeholfen hat das Cyber Gold zu beschützen. Dafür ist sie sogar nach Skjåk gekommen und hat sich in Lars verliebt. Sie gehört seit der zweiten Staffel auch zum Team.
Nebendarsteller
Lisa (gespielt von Camilla Augusta Hallan) ist die Mutter von Nora.
Besten bzw. Rune Dahlen (gespielt von Reidar Sørensen) ist der Großvater von Nora und Polizist in dem kleinen Städtchen.
Sascha (gespielt von Ibrahim Lajqi) wohnt im Asylantenheim der Stadt und wird zunächst als freundlicher Schatzsucher porträtiert. Im Laufe der Handlung stellt er sich jedoch als Krimineller heraus, der mit seinen Handlangern Tom (gespielt von André Eriksen) und Julie (gespielt von Thea Bay) äußerst rücksichtslos hinter dem Schatz her ist.
Ramrun (gespielt von Yngvild Støen Grotmol) ist eine böse Hackerin, die hinter den geheimen Daten der norwegischen Regierung her ist.
Lady Zhen (gespielt von Minh-Khai Phan-Thi) ist eine skrupellose Schatzsucherin und Gegenspielerin im Film.

## Episodenliste
Staffel 1
| Nr. (ges.) | Nr. (St.) | Deutscher Titel      | Originaltitel | Zusammenfassung | Erstausstrahlung Norwegen | Deutschsprachige Erstausstrahlung (D) |
| ---------- | --------- | -------------------- | ------------- | --- | ------------------------- | ------------------------------------- |
| 1          | 1         | Das Medaillon        |               | Lars und Simon suchen ein Medaillon, das ihnen mit Hilfe von vier Steintafeln den Weg zu einem Schatz, dem sagenumwobenen Odins Gold, leiten soll. Tatsächlich finden sie es, doch dabei entdecken sie auch eine Leiche, die jedoch verschwunden ist, als sie die Betreuer ihres Sportcamps informieren.                                        | 4. Jan. 2014              | 26. Dez. 2014                         |
| 2          | 2         | Henriks Geheimnis    |               | Eine zweite Steinplatte wurde als gestohlen gemeldet. Zudem ist Henrik, ein Mitschüler, spurlos verschwunden. das Trio versucht beide Fälle zu lösen. | 4. Jan. 2014              | 26. Dez. 2014                         |
| 3          | 3         | Blutsbrüder          |               | Noras Bruder Robin wird verdächtigt, eine Waffe entwendet zu haben, die ein Soldat während einer Übung wegwarf. Das Trio findet zudem die dritte Steinplatte. | 11. Jan. 2014             | 27. Dez. 2014                         |
| 4          | 4         | Unschuldig           |               | In einem Elektrogeschäft häufen sich die Diebstähle. Der Besitzer verdächtigt Asylanten, diese entwendet zu haben. Lars und seine Freunde sind da anderer Meinung. | 18. Jan. 2014             | 27. Dez. 2014                         |
| 5          | 5         | Die Spur der Steine  |               | Die Steintafeln, die das Trio bisher gefunden hat, sind gestohlen worden. Schnell finden sie heraus, das Tom und Julia dahinter stecken. | 25. Jan. 2014             | 28. Dez. 2014                         |
| 6          | 6         | Falsche Freunde      |               | Nora soll Droh-SMS an eine Klassenkameradin geschickt haben, um die Rolle in einem Theaterstück zu bekommen. Die Freunde versuchen herauszufinden, wer es wirklich war. | 1. Feb. 2014              | 28. Dez. 2014                         |
| 7          | 7         | Simon unter Verdacht |               | Als Simon hinter Sascha hinterher spioniert und die Steintafeln entwenden kann, wird er Hauptverdächtiger die Fenster des Asylantenheims eingeschmissen zu haben. | 8. Feb. 2014              | 29. Dez. 2014                         |
| 8          | 8         | Knock-Out            |               | Während eines Boxturniers kommt es zu merkwürdigen Zwischenfällen. Immer wieder brechen Boxer mit Magenschmerzen und Schwindelgefühl zusammen. Die drei Freunde ermitteln | 15. Feb. 2014             | 29. Dez. 2014                         |
| 9          | 9         | Scheinheilig         |               | Als die drei Freunde in die Kirche einbrechen, um das fehlende Kartenstück zu holen, fallen ihnen Schmierereien an den Wänden auf. Zudem wurde der Klingelbeutel mehrfach entwendet. Die drei geraten ins Visier der Ermittlungen. Doch Nora findet heraus, dass der Pastor nicht so „heilig“ ist, wie das Dorf glaubt und seinen Sohn schlägt. | 22. Feb. 2014             | 30. Dez. 2014                         |
| 10         | 10        | In letzter Sekunde   |               | Nachdem die Karte nun endgültig entschlüsselt ist, machen sich Nora und Simon auf die Suche nach dem Schatz. Doch auch Sascha, Tom und Julie verfolgen die drei Freunde auf der Suche. Es kommt zum Showdown in den Bergen. | 1. März 2014              | 30. Dez. 2014                         |

2. Staffel
| Nr. (ges.) | Nr. (St.) | Deutscher Titel    | Originaltitel | Zusammenfassung | Erstausstrahlung Norwegen | Deutschsprachige Erstausstrahlung (D) |
| ---------- | --------- | ------------------ | ------------- | --- | ------------------------- | ------------------------------------- |
| 11         | 1         | Der Hacker-Angriff |               | Lars wird Zeuge eines gigantischen Hacker-Angriffs. Die Hackerin Ramrun erpresst den norwegischen Staat um eine gigantische Geldsumme. Als Beweis für ihr Können legt die Hackerin kurzerhand alle Stromleitungen lahm. Lars’ Vater ist Sicherheitsbeauftragter für das sogenannte „Cyber-Gold“ und wird direkt abberufen. Doch alle Hinweise deuten auf ihn als Täter. | 10. Jan. 2015             | 22. Dez. 2015                         |
| 12         | 2         | Handy-Ärger        |               | Nora und einige ihrer Freundinnen wurden heimlich unter der Dusche gefilmt. Die Freunde ermitteln. Währenddessen ermittelt Lars gegen Ramrun, die Hackerin lenkt den verdacht jedoch auf ihn und einen befreundeten Hacker namens Mitnik. Lars’ Vater schließt daraufhin das Basislager des Trios. | 17. Jan. 2015             | 22. Dez. 2015                         |
| 13         | 3         | Havin ist weg      |               | Havin, eine Klassenkameradin des Trios, verschwindet aus dem Asylbewerberheim. Gleichzeitig häufen sich die Einbrüche in Skjåk. Die Freunde suchen ihre Klassenkameradin und versuchen herauszufinden, wer hinter den Einbrüchen steckt. Gleichzeitig trifft Lars auf Mitnik, ein Mädchen aus Deutschland. Die beiden ermitteln weiter, doch werden von Offizier Roger Haugen der Cyber-Defense-Abteilung hintergangen, der mit der Erpresserin zusammenarbeitet. Sie versuchen an den „CX“-Geheimcomputer von Lars’ Vater zu gelangen. | 25. Jan. 2015             | 23. Dez. 2015                         |
| 14         | 4         | Das Geisterhaus    |               | Das Trio ermittelt in einem „Geisterhaus“ bei einer alten Dame. Jemand versucht die betagte Frau aus der Wohnung zu ekeln. In der Zwischenzeit verstecken sie außerdem den „CX“-Geheimcomputer. Leider in einem alten Sofa, das zur Müllpresse abtransportiert wird. | 1. Feb. 2015              | 28. Dez. 2015                         |
| 15         | 5         | Ramruns Versteck   |               | Simon kann den Computer retten, doch er gerät dennoch in die Hände von Ramrun. Die Freunde versuchen ihr Versteck ausfindig zu machen. | 8. Feb. 2015              | 28. Dez. 2014                         |
| 16         | 6         | Falsches Spiel     |               | Das Trio ermittelt in einem Fall beschädigter Autos, bei dem Noras Bruder Robin in verdacht gerät, da er in der Nähe spielte. Den Kindern gelingt es außerdem, den „CX“-Geheimcomputer wieder zu beschaffen und die Identität von Ramrun zu enthüllen. | 15. Feb. 2015             | 28. Dez. 2015                         |
| 17         | 7         | Happy Slapping     |               | Ein Mädchen wird überfallen und das Video als Happy Slapping ins Netz gestellt. Das Trio versucht herauszufinden, wer hinter dem Angriff steckt. Ramrun plant derweil Lars Freundin Emma samt Familie zu kidnappen. | 22. Feb. 2015             | 29. Dez. 2015                         |
| 18         | 8         | Der Schuss         |               | Simons Mutter wird mit Krebs diagnostiziert. Sein Vater nimmt ihn derweil mit auf eine Jagdtour, um ihn ein wenig abzulenken. Doch ein Schuss fällt und ein anderer Jäger wird verletzt. | 1. März 2015              | 29. Dez. 2015                         |
| 19         | 9         | Auf der Flucht     |               | Ramrun hat den „CX“-Geheimcomputer im Austausch gegen Emma erhalten und hat ihn kopiert. Anschließend versteckt sie den Computer bei Lars, um den Verdacht auf ihn zu lenken. Lars kann jedoch vor der Polizei flüchten und versucht nun Ramrun aufzuhalten, in dem er zuerst an die Cyber-Gold-Bestände gelangt. | 8. März 2015              | 30. Dez. 2015                         |
| 20         | 10        | Emma in Gefahr     |               | Es kommt zum Showdown am Staudamm, wo die Cyber-Gold-Daten versteckt sind. Es gelingt dem Trio Ramrun und ihren Komplizen aufzuhalten und dingfest zu machen. | 15. März 2015             | 30. Dez. 2014                         |

Staffel 3
| Nr. (ges.) | Nr. (St.) | Deutscher Titel          | Originaltitel | Erstausstrahlung Norwegen | Deutschsprachige Erstausstrahlung (D) |
| ---------- | --------- | ------------------------ | ------------- | ------------------------- | ------------------------------------- |
| 21         | 1         | Die Kidnapper            |               | 13. März 2016             | 1. Okt. 2016                          |
| 22         | 2         | Gefährliche Glückwünsche |               | 20. März 2016             | 1. Okt. 2016                          |
| 23         | 3         | Der Einbruch             |               | 27. März 2016             | 8. Okt. 2016                          |
| 24         | 4         | Sabotage                 |               | 3. Apr. 2016              | 8. Okt. 2016                          |
| 25         | 5         | Der Absturz              |               | 10. Apr. 2016             | 15. Okt. 2016                         |
| 26         | 6         | Die geheimnisvolle Münze |               | 17. Apr. 2016             | 15. Okt. 2016                         |
| 27         | 7         | Der Hinterhalt           |               | 24. Apr. 2016             | 22. Okt. 2016                         |
| 28         | 8         | Taschendiebe             |               | 1. Mai 2016               | 22. Okt. 2016                         |
| 29         | 9         | Flucht vom Schiff        |               | 8. Mai 2016               | 29. Okt. 2016                         |
| 30         | 10        | Falsche Steine           |               | 15. Mai 2016              | 29. Okt. 2016                         |